# SLIM
SLIM (англ. Smart Lander for Investigating Moon, розумний посадковий апарат для дослідження Місяця) — місячний посадковий модуль, розроблений Агентством аерокосмічних досліджень Японії (JAXA). Посадковий модуль повинен продемонструвати технологію точного приземлення. До 2017 року посадковий модуль планувалося запустити у 2021 році, але старт був відкладений до 2023 року через затримки місії X-Ray Imaging and Spectroscopy Mission (XRISM), яка мала бути запущена однією ракетою зі SLIM.

## Огляд
SLIM є першою місією Японії до поверхні Місяця. Її метою є демонстрація точної посадки на Місяць. Під час спуску на Місяць посадковий модуль розпізнаватиме місячні кратери, застосовуючи технологію системи розпізнавання облич, і визначати своє поточне місцеположення за допомогою спостережних даних, зібраних місячною орбітальною місією SELENE (Kaguya). SLIM має здійснити м'яку посадку з точністю 100 м. Для порівняння, точність міста посадки місячного модуля «Аполлон-11» Орел становила еліпс 20 км на 5 км. За словами Йошіфумі Інатані (Yoshifumi Inatani), заступника генерального директора Інституту космічних та астронавтичних наук JAXA, досягнення цієї надзвичайно точної посадки призведе до підвищення якості дослідження космосу.

## Місяцеходи

### LEV-1
LEV-1 (англ. Lunar Excursion Vehicle 1, Місячний екскурсійний транспортний засіб 1) — місяцехід, який пересуватиметься за допомогою стрибків. Він має обладнання для прямого зв'язку із Землею, ширококутні камери видимого світла, невелике електричне обладнання та УВЧ-антени, взяті від МІНЕРВА-2 та OMOTENASHI.

#### Наукове навантаження
- Термометр
- Радіаційний монітор
- Інклінометр

### LEV-2
LEV-2 (англ. Lunar Excursion Vehicle 2, Місячний екскурсійний корабель 2) або Sora-Q — маленький місяцехід, розроблений Агентством аерокосмічних досліджень (JAXA) у співпраці з Tomy, Sony та Університетом Досіся. Місяцехід має масу 250 г і оснащений двома невеликими камерами. LEV-2 може змінювати свою форму, щоб рухатись по поверхні Місяця.

## Історія
Пропозиція, яка пізніше стала місією SLIM, існувала у 2005 році як Small Lunar Landing Experiment Satellite. 27 грудня 2013 року ISAS оголосила конкурс на наступну спеціалізовану місію середнього розміру, і SLIM був серед семи поданих проєктів. У червні 2014 року SLIM пройшов півфінал відбору разом із місією DESTINY+, а в лютому 2015 року був остаточно обраний. З квітня 2016 року SLIM отримав статус проєкту в рамках JAXA. У травні 2016 року компанія Mitsubishi Electric отримала контракт на будівництво космічного апарата.
У 2017 році через труднощі з фінансуванням, пов'язані з витратами на розробку X-Ray Imaging and Spectroscopy Mission, запуск SLIM було перенесено з окремого рейсу Epsilon на спільний рейс H-IIA. Отриману економію коштів було передано на розробку інших супутників, які відстали від графіка через XRISM.
SLIM мав стати другим японським посадковим модулем на поверхні Місяця після кубсата OMOTENASHI, з яким, однак, в листопаді 2022 року був втрачений зв'язок, і який так і не зміг сісти на поверхню Місяця.

## Місія

### Запуск
SLIM був успішно запущений 6 вересня 2023 року о 23:42 UTC (7 вересня 08:42 за японським часом). SLIM був запущений разом із космічним телескопом X-Ray Imaging and Spectroscopy Mission (XRISM) і має приземлитися біля кратера Шиолі (13,3° пд. ш., 25,2° сх. д.). Очікувана вартість розробки цього проєкту становить 18 мільярдів єн.

### Політ
30 вересня 2023 року, згідно з повідомленням Агентства аерокосмічних досліджень (JAXA), SLIM у результаті успішного маневру покинув область земного тяжіння. З цією метою на SLIM, який летів на висоті 660 км над південною частиною Атлантичного океану, було запущено головний двигун на 39 секунд. Короткострокового увімкнення двигунів вистачило, щоб відвести станцію з орбіти Землі й направити її в бік Місяця, якого станція, як заплановано, досягне в середині наступного тижня.
25 грудня 2023 року, о 16:51 (за японським стандартним часом, JST), SLIM успішно дістався місячної орбіти. За повідомленням японського Агентства аерокосмічних досліджень (JAXA), дослідницький зонд обертатиметься навколо Місяця по еліптичній орбіті, що проходить біля північного і південного полюсів нашого природного супутника: найближча відстань від поверхні становитиме 600 км (периселеній), найдальша — 4000 км (апоселеній). 19 січня 2024 року, точку периселенію опустять на висоту 15 км, а посадку SLIM на Місяць заплановано на 20 січня 2024 року, о 00:20 (JST).

### Посадка
19 січня 2024 року SLIM здійснив успішну посадку на поверхню Місяця. Проте місія дослідницького зонда на Місяці, найімовірніше, буде нетривалою. Агентство аерокосмічних досліджень (JAXA) заявило, що космічний апарат має проблеми з сонячною батареєю і не може виробляти енергію. У нинішньому стані заряду батареї може вистачити лише на декілька годин роботи. Судячи з усього, апарат досяг бажаної точності посадки, хоча команді місії може знадобитися близько місяця, щоб підтвердити цей висновок.
Згідно з першими висновками фахівців японського Агентства аерокосмічних досліджень (JAXA), SLIM все-таки випустив на Місяць два місяцеходи, але, імовірно, перевернувся при посадці, тому й не в змозі отримувати енергію від сонячного світла. Вже 21 січня 2024 року, за повідомленням членів команди SLIM, батарея апарата розрядилася до 12 %, що спричинило вимкнення його живлення.

### Дослідження
25 січня 2024 року, згідно з повідомленням Університету Досіся, робот LEV-2 під назвою SORA-Q, який здійснив посадку на Місяць у складі місії SLIM, зробив і надіслав перше фото поверхні супутника Землі.
29 січня 2024 року, згідно з повідомленням японського Агентства аерокосмічних досліджень (JAXA), через дев'ять днів після посадки на Місяць, японський розумний спусковий апарат для дослідження Місяця (SLIM) 31 січня вийшов на зв'язок із Землею. Це свідчить про те, що сонячні панелі, розташовані на апараті, залишилися цілими, попри те, що SLIM перевернувся при посадці.
26 лютого 2024 року, за повідомленням японського Агентства аерокосмічних досліджень (JAXA), апарат SLIM несподівано для розробників витримав холодну місячну ніч протяжністю 14 земних діб і температурами приблизно до -170 °C та вийшов на зв'язок із Землею.
26 березня 2024 року японський місячний модуль SLIM знову кинув виклик обставинам, прокинувшись втретє поспіль після місячної ночі. Після пробудження SLIM виконав знімки місячної поверхні за допомогою навігаційної камери й готовий встановити безперервний зв'язок із Землею. Ця несподівана подія стала свідченням стійкості космічного апарата до складних умов місячного середовища, в тому числі екстремальних температур місячної ночі, які можуть опускатися до -130°C.
23 серпня 2024 року японське агентство аерокосмічних досліджень (JAXA) завершило роботу зонда Місяця SLIM. Після втрати зв'язку з космічним кораблем без екіпажу тижнем раніше JAXA, прийшло до висновку, що перспектив відновлення зв'язку зі SLIM немає, і близько 22:40 (13:40 за Гринвічем) 23 серпня надіслало команду припинити діяльність SLIM.